# Francisco Coronel
Francisco Coronel (nascido em 7 de agosto de 1942) é um ex-ciclista olímpico mexicano. Representou sua nação em dois eventos nos Jogos Olímpicos de Verão de 1964.